# IXAD - École des avocats Nord-Ouest
L’IXAD - École des avocats de la région Nord-Ouest, appelée couramment IXAD, est une école d'avocats située à Lille dans les locaux de l'Université Lille 2.  
L’IXAD assure la formation professionnelle initiale des élèves avocats ayant obtenu l’examen d’accès au CRFPA ainsi que la formation professionnelle continue des avocats des barreaux du ressort des  Cours d'appel de Douai, Amiens et Rouen.
Elle fait partie des quinze écoles d'avocats françaises et accueille chaque année une nouvelle promotion composée d'environ 120 élèves avocats provenant essentiellement des instituts d'études judiciaires de Lille, Amiens et Rouen avec, en outre, quelques docteurs en droit.

## Recrutement
Les élèves avocats sont recrutés au minimum à bac+4 (master 1) sur un examen sélectif composé d’épreuves écrites d'admissibilité et d'épreuves orales d'admission définies par arrêté
Concernant les examens d'entrée à IXAD, les épreuves sont organisées par les IEJ de Lille, d'Amiens et de Rouen chaque année de septembre à novembre. 
En 2014, le taux de réussite à l'examen d'accès au CRFPA s'élevait à 28 % pour l'IEJ de Lille, 24 % pour Amiens et 27,63 % pour Rouen.

## Promotions
La rentrée de l'IXAD a lieu tous les ans au début du mois de janvier.
Les promotions d’élèves avocats portent le nom d’une personnalité française ou étrangère liée au monde juridique.
Quelques chiffres sur la promotion 2016-2017: 
- 135 élèves, dont 65 % de femmes.
- Moyenne d’âge : 26 ans ; tranche d’âge la plus représentée : 24-25 ans ; courbe des âges : de 22 à 63 ans.
- Provenance des élèves : 55 % de l’IEJ de Lille, 18 % de celui de Rouen, 15 % de celui d'Amiens ; provenances autres IEJ : 5 %.
- 7 % de docteurs en droit.

## Cursus
Depuis la réforme de 2005, la formation s’étale sur dix-huit mois, composés comme suit : 
- six mois de scolarité à l’IXAD ;
- six mois en projet pédagogique individuel (PPI) ;
- six mois en cabinet d’avocats.

À la fin de leur scolarité, les élèves avocats doivent passer une série d'examens fixés par arrêté afin d'obtenir le certificat d’aptitude à la profession d’avocat (CAPA).

## Vie associative
L'IXAD dispose en son sein d'une association des élèves avocats chargée d'animer et prendre en charge la vie des élèves tout au long de leur cursus.
L'Association "Avocats Demain" a ainsi pour objectif non seulement d'animer le quotidien des futurs avocats mais également de faciliter leur insertion professionnelle et la connaissance de leur milieu économique de travail. Elle est à l’origine de nombreux évènements en faveur des élèves-avocats.
L'école participe chaque année au Concours de plaidoiries des élèves avocats du Mémorial de Caen (créé en 2011). Les différentes écoles d'avocats du territoire y sont représentées par un élève de leurs effectifs qui doit plaider pendant 10 minutes sur un cas de violation des Droits de l'Homme.